# Ouvrages du Libron
Les ouvrages du Libron forment une structure très particulière sur le canal du Midi. Ils permettent au canal de traverser le fleuve du Libron près d'Agde dans le sud-ouest de la France. Au point d'intersection, le Libron est au niveau de la mer, le canal du Midi étant légèrement au-dessus rendant impossible l'utilisation d'un aqueduc traditionnel. Le problème est aggravé par la propension du Libron à être sujet à des crues soudaines une vingtaine de fois par année. À l'origine, le problème a été résolu par la construction d'un aqueduc sous forme de ponton connu sous le nom de Radeau du Libron qui mettait en œuvre une barge spéciale pour protéger le canal en cas de crue jusqu'à ce qu'il soit remplacé par la structure actuelle en 1855.
Ce site protégé est inscrit sur la liste du patrimoine mondial et inscrit monument historique en 1996.

## Histoire

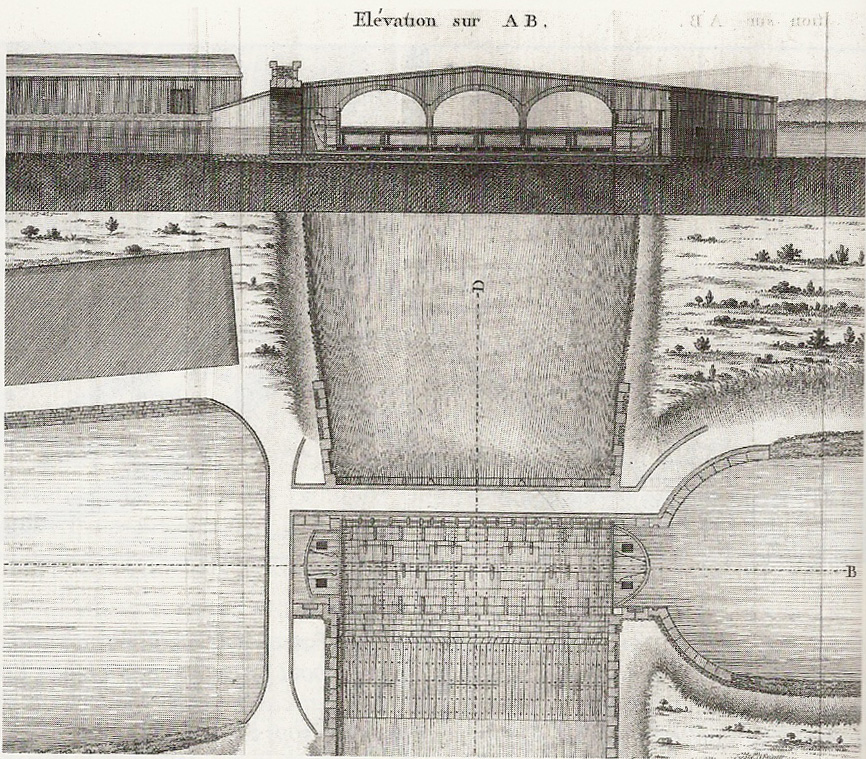
Élévation et plan du viaduc ponton original.

Le canal du Midi est ouvert en 1681, une année après la mort de son concepteur et réalisateur Pierre-Paul Riquet. Entre son ouverture et la création des ouvrages du Libron, le Libron déborde périodiquement et remplit le canal de limon et de débris. Pendant les périodes de crues, une barge spéciale, une sorte de radeau, plate-forme dont les extrémités avant et arrière sont fermées par de hautes cloisons de bois, est placée dans le canal, formant une sorte de barrage qui permet au Libron de s'écouler par-dessus le canal sans déposer du limon ou des débris. Le trafic sur le Canal est interrompu tant que la barge est en place. Il faut attendre la décrue pour que la barge puisse être enlevée et le trafic reprendre.
En 1855, les ouvrages du Libron sont envisagés de manière que les deux cours d'eau puissent coexister. L'ingénieur Urbain Maguès dessine une structure qui permet au Libron d'être dirigé de manière à permettre à un bateau naviguant sur le canal de passer en toute sécurité ainsi que pour limiter les dépôts de boue et de débris dans le canal lors des crues.

## Fonctionnement
Le Libron, rivière au faible courant en temps normal, enfle lors des crues dues à la fonte des neiges ou à la suite de fortes pluies et se transforme en un torrent tumultueux charriant une grande quantité d'alluvions. Lorsque son débit est bas, le Libron circule à travers un caniveau sous l'intersection. En temps normal, les niveaux des deux cours d'eau sont très similaires. À l'intersection, cette différence de niveau est trop faible pour permettre l'utilisation d'aqueduc ou d'autres ouvrages habituels afin de faire se croiser les deux cours d'eau.
Le lit du Libron est modifié pour que son cours soit divisé en deux parties à l'approche du canal du Midi. Les deux voies traversent le canal en passant par les Ouvrages du Libron composés de six "portes" de chaque côté d'une "zone protégée" d'une longueur de 30,5 m.

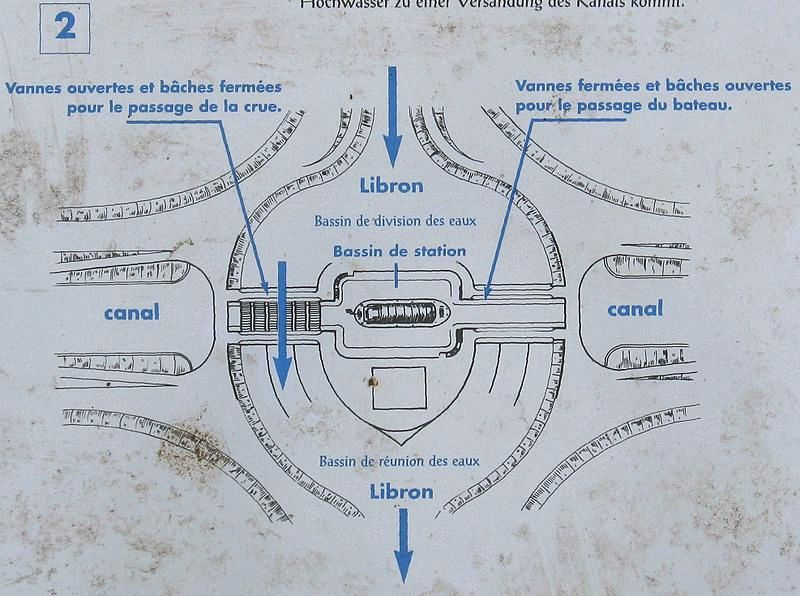
Ouvrage actuel

En cas de crue, le Libron traverse le canal du Midi en deux parties. Chaque partie passe à travers les ouvrages par six portes donnant sur six corps d'écluse. Chaque écluse est composée de trois portions de mur. La rivière arrive dans la structure lorsque la porte coulissante est en place et est canalisée par les murs en pierre de l'ouvrage, puis par les murs du canal, et, finalement, par les murs en pierre du côté de la sortie.
Les ouvrages permettent de stopper un bateau en approche un certain temps pour permettre à un bateau venant du canal de traverser la zone et de s'arrêter dans la « zone protégée » entre les deux voies. Le cours de la rivière derrière le bateau s'écoule à nouveau alors que celui devant le bateau est arrêté. Le bateau peut maintenant franchir cette deuxième voie sans problème.

## Galerie

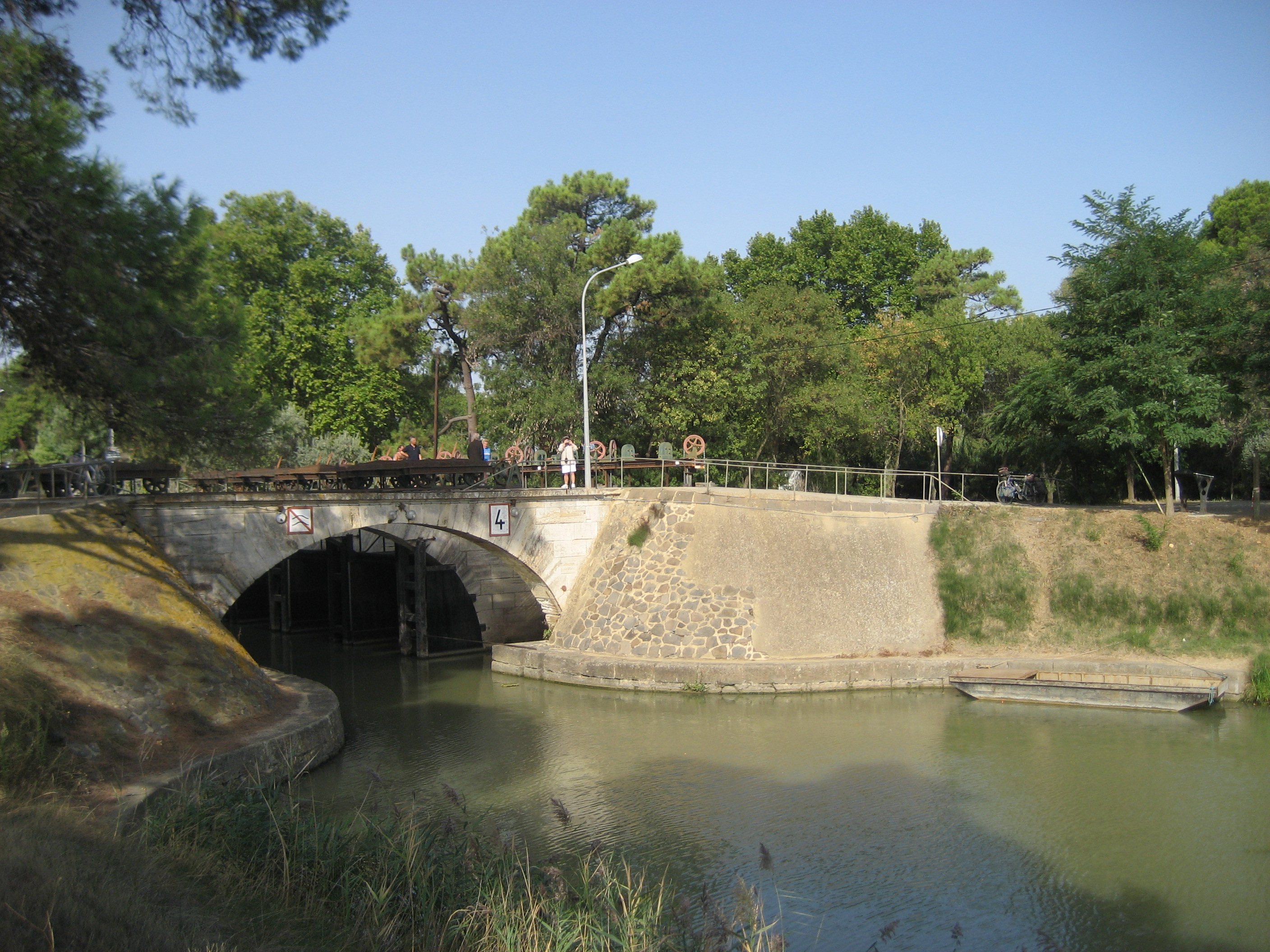
En approche côté est.
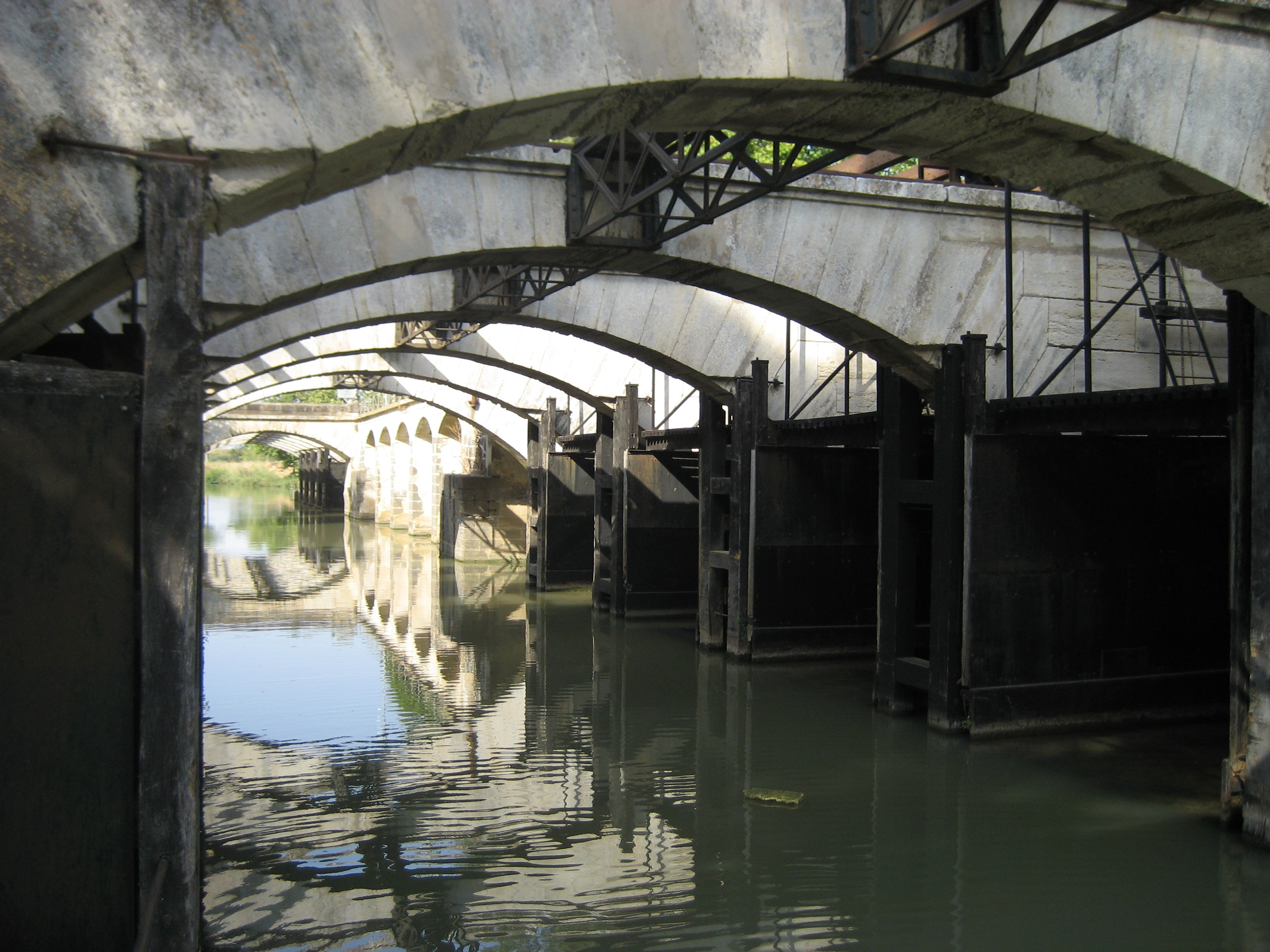
Entrée de la première série de "portes".
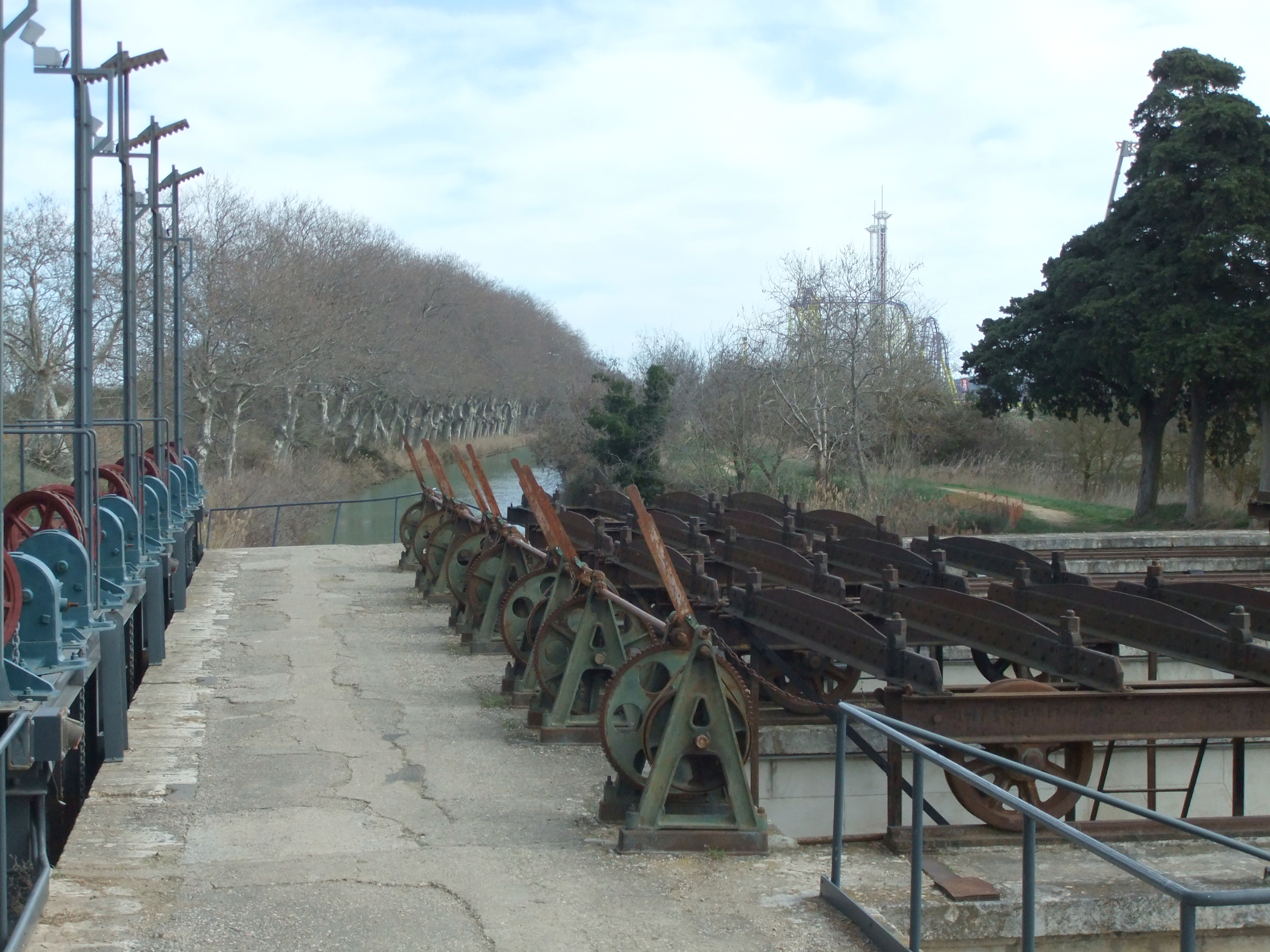
Mécanismes de manœuvre des batardeaux (à gauche) et des chenaux de déversement du Libron (à droite).
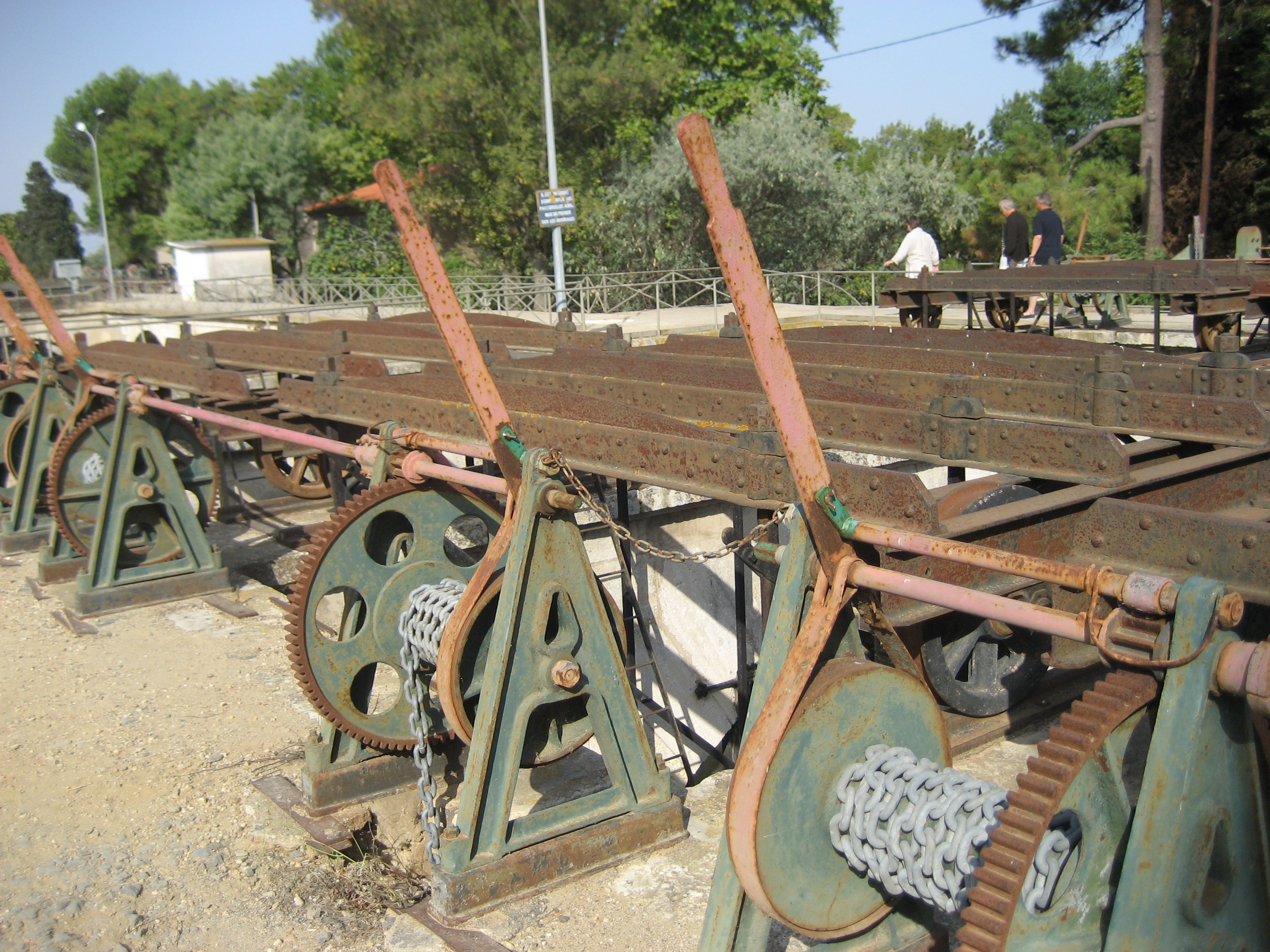
Mécanismes de manœuvre des chenaux de déversement du Libron.
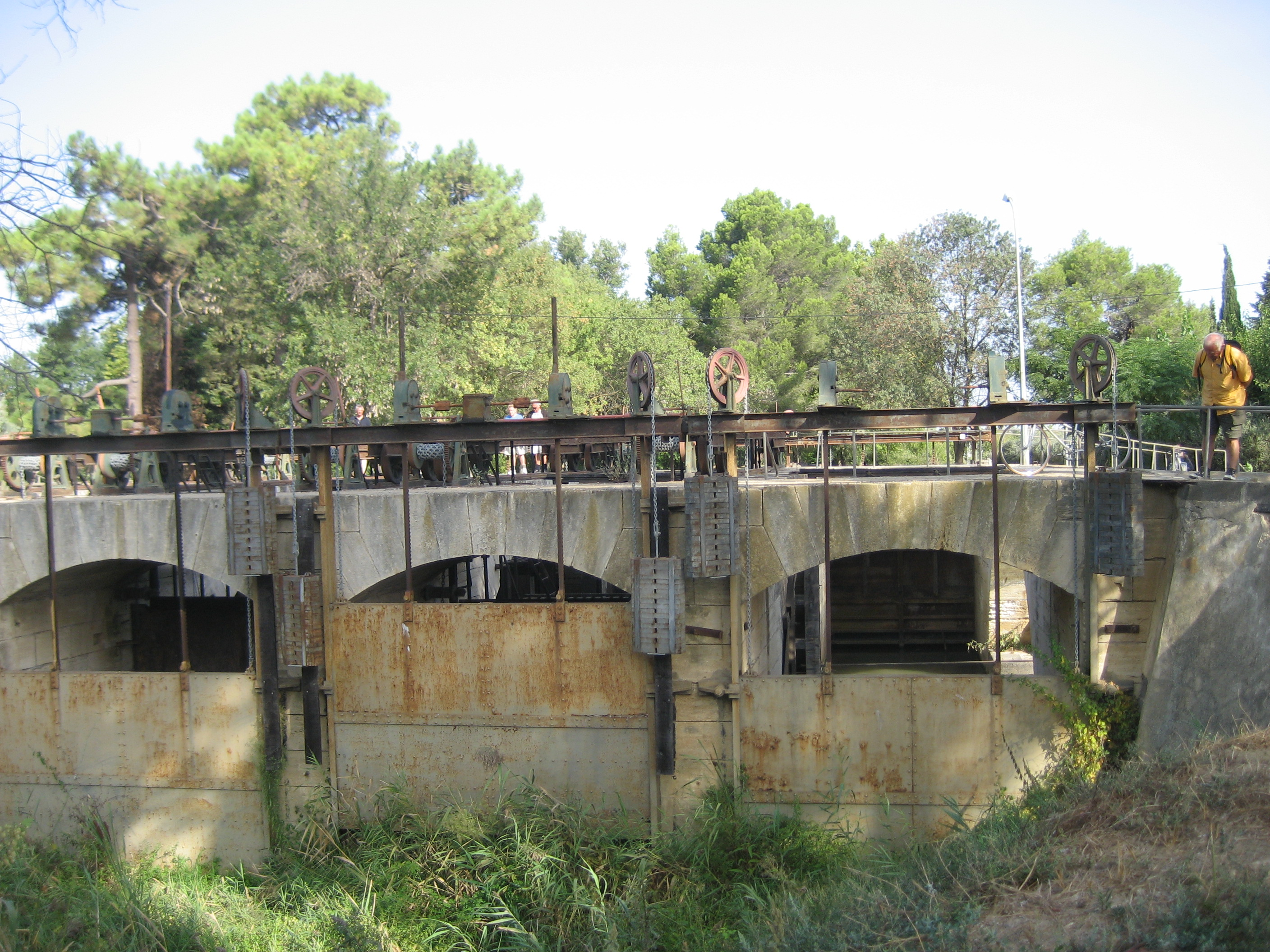
Batardeaux d'interception de l'écoulement du Libron.
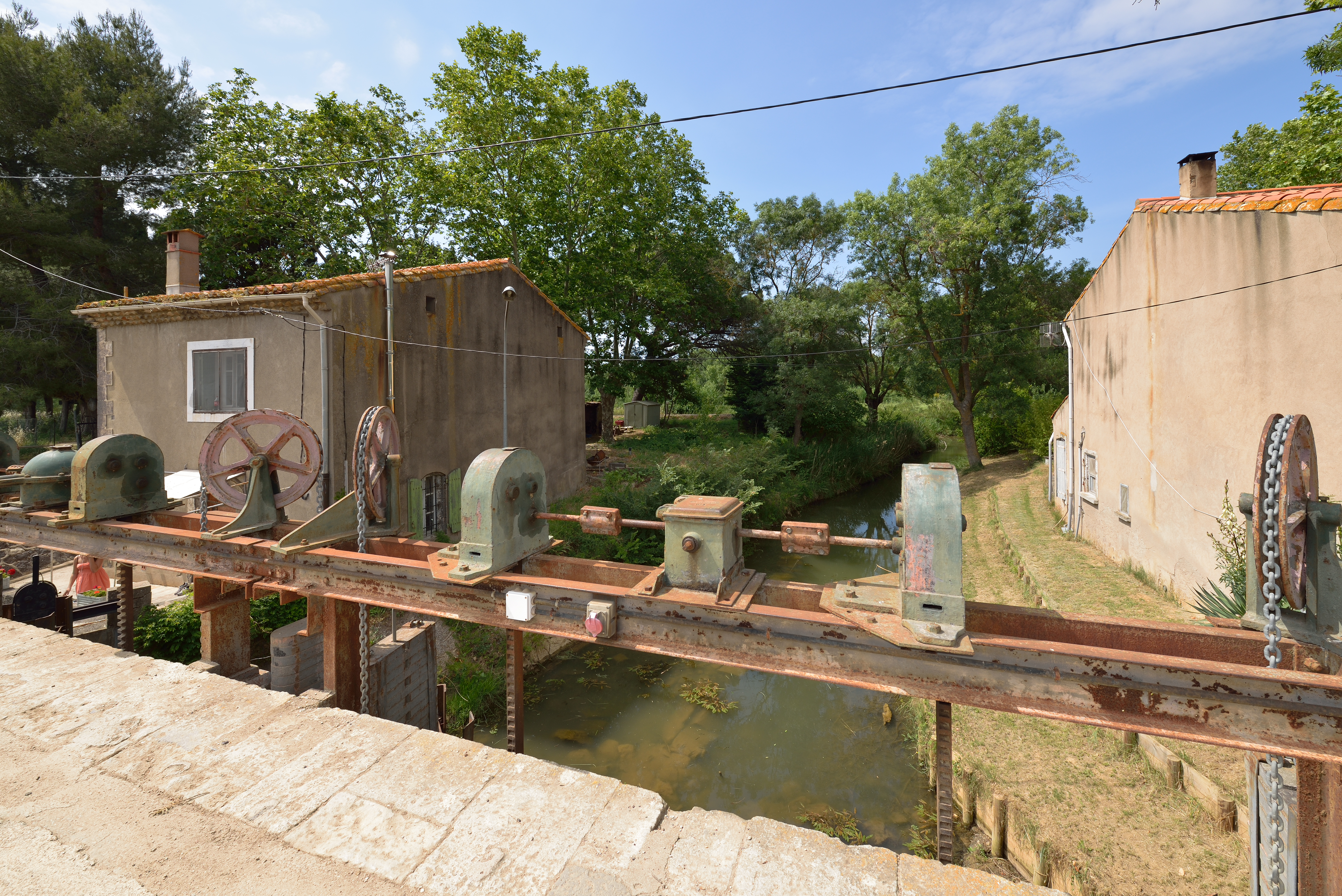
Vue du Libron depuis le barrage-écluse.
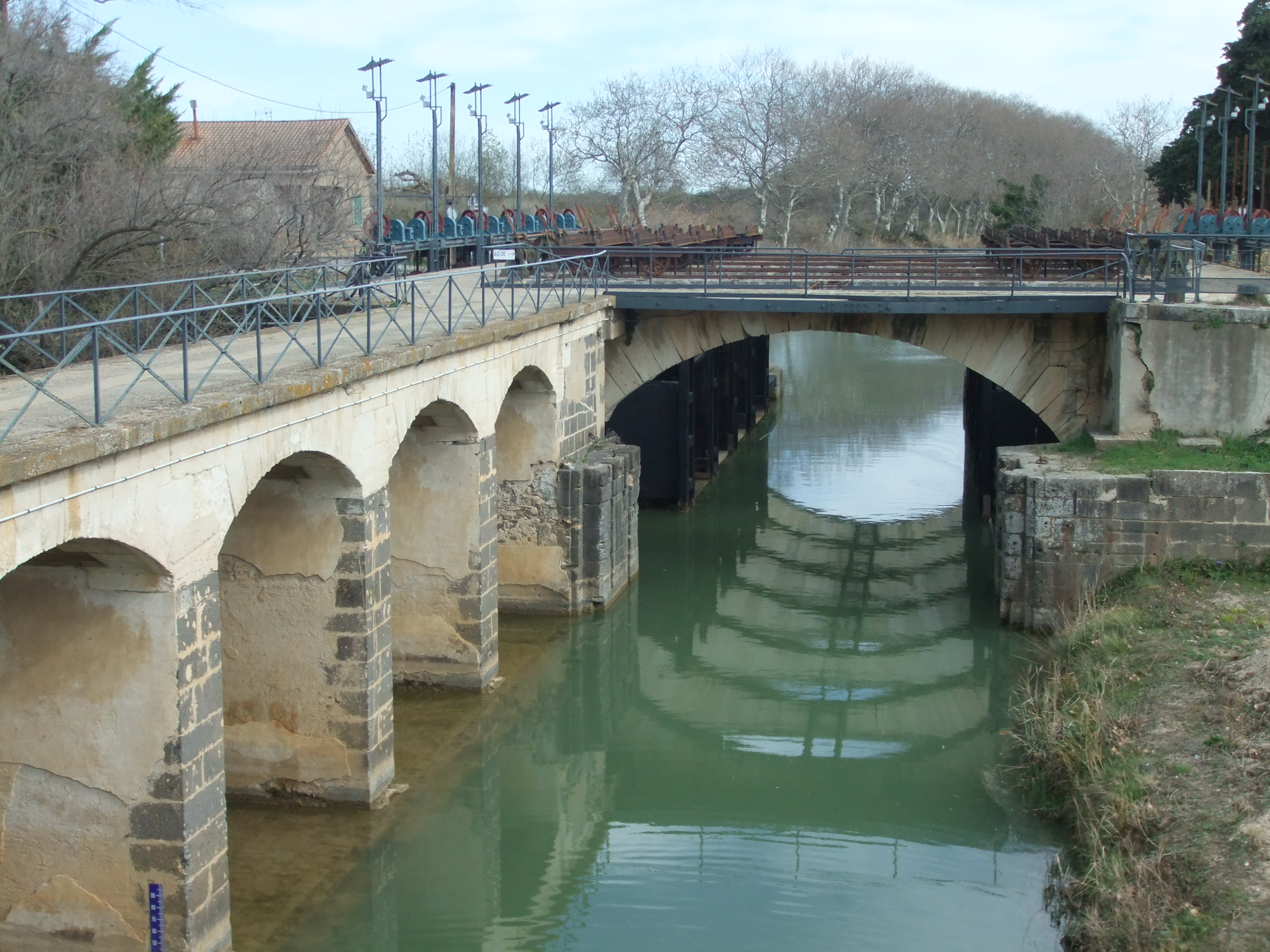
Vue du canal côté sortie ouest, après passage ouvrage.